# فرانسوا کالدرارو
فرانسوا کالدرارو (انگلیسی: François Calderaro؛ زادهٔ ۱۵ ژوئن ۱۹۶۴) بازیکن فوتبال اهل فرانسه است.
از باشگاه‌هایی که در آن بازی کرده‌است می‌توان به باشگاه فوتبال استاد رنس، باشگاه فوتبال متس، باشگاه فوتبال تولوز، و باشگاه فوتبال پاری سن ژرمن اشاره کرد.